# Chilhac
Chilhac ist ein französischer Ort und eine Gemeinde mit 173 Einwohnern (Stand: 1. Januar 2022) im Département Haute-Loire in der Region Auvergne-Rhône-Alpes (vor 2016 Auvergne). Die Gemeinde gehört zum Arrondissement Brioude und zum Kanton Pays de Lafayette. Die Einwohner werden Chilhacois genannt.

## Lage
Chilhac liegt etwa 37 Kilometer westnordwestlich von Le Puy-en-Velay am Allier.

### Nachbargemeinden
Umgeben wird Chilhac von den Nachbargemeinden Saint-Privat-du-Dragon im Norden, Cerzat im Osten, Aubazat im Süden sowie Lavoûte-Chilhac im Westen.

## Bevölkerungsentwicklung
| Jahr                       | 1962 | 1968 | 1975 | 1982 | 1990 | 1999 | 2006 | 2017 |
| Einwohner                  | 226  | 206  | 183  | 175  | 181  | 187  | 197  | 181  |
| Quellen: Cassini und INSEE |      |      |      |      |      |      |      |      |

## Sehenswürdigkeiten
- Kirche Saint-Honorat aus dem 12. Jahrhundert, seit 1925 Monument historique

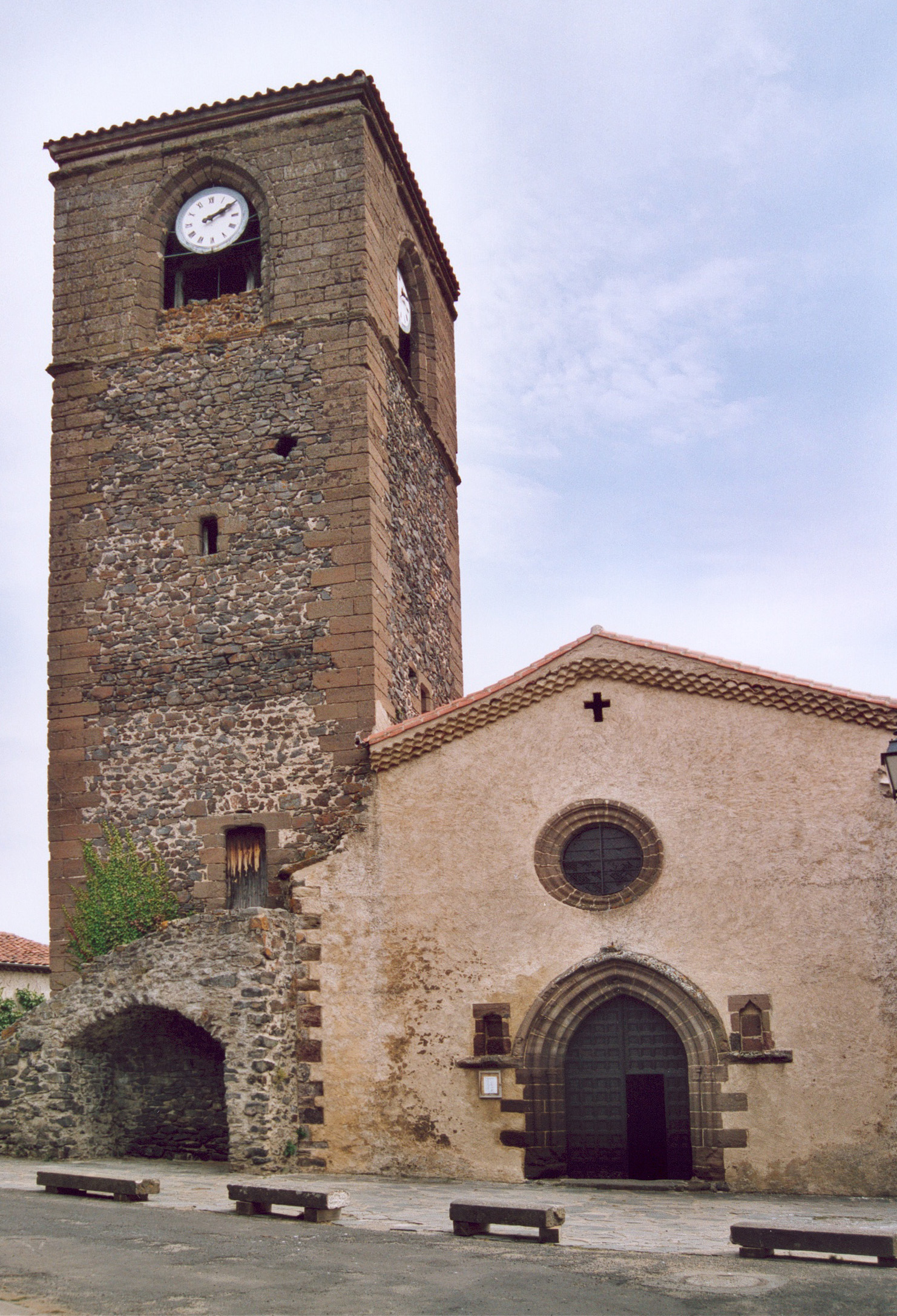
Kirche Saint-Honorat

- Paläontologisches Museum
- Hängebrücke von 1883